# Micropsyrassa doyeni
Micropsyrassa doyeni är en skalbaggsart som beskrevs av Chemsak och Giesbert 1986. Micropsyrassa doyeni ingår i släktet Micropsyrassa och familjen långhorningar. Inga underarter finns listade i Catalogue of Life.